# Bovint serumalbumin
Bovint serumalbumin (BSA eller ”Fraktion V”) är ett serumalbuminprotein som är framställt ur blod från ko, Bos taurus. Det är mycket välanvänt som referens eller standard för proteinkoncentration i labbundersökningar.

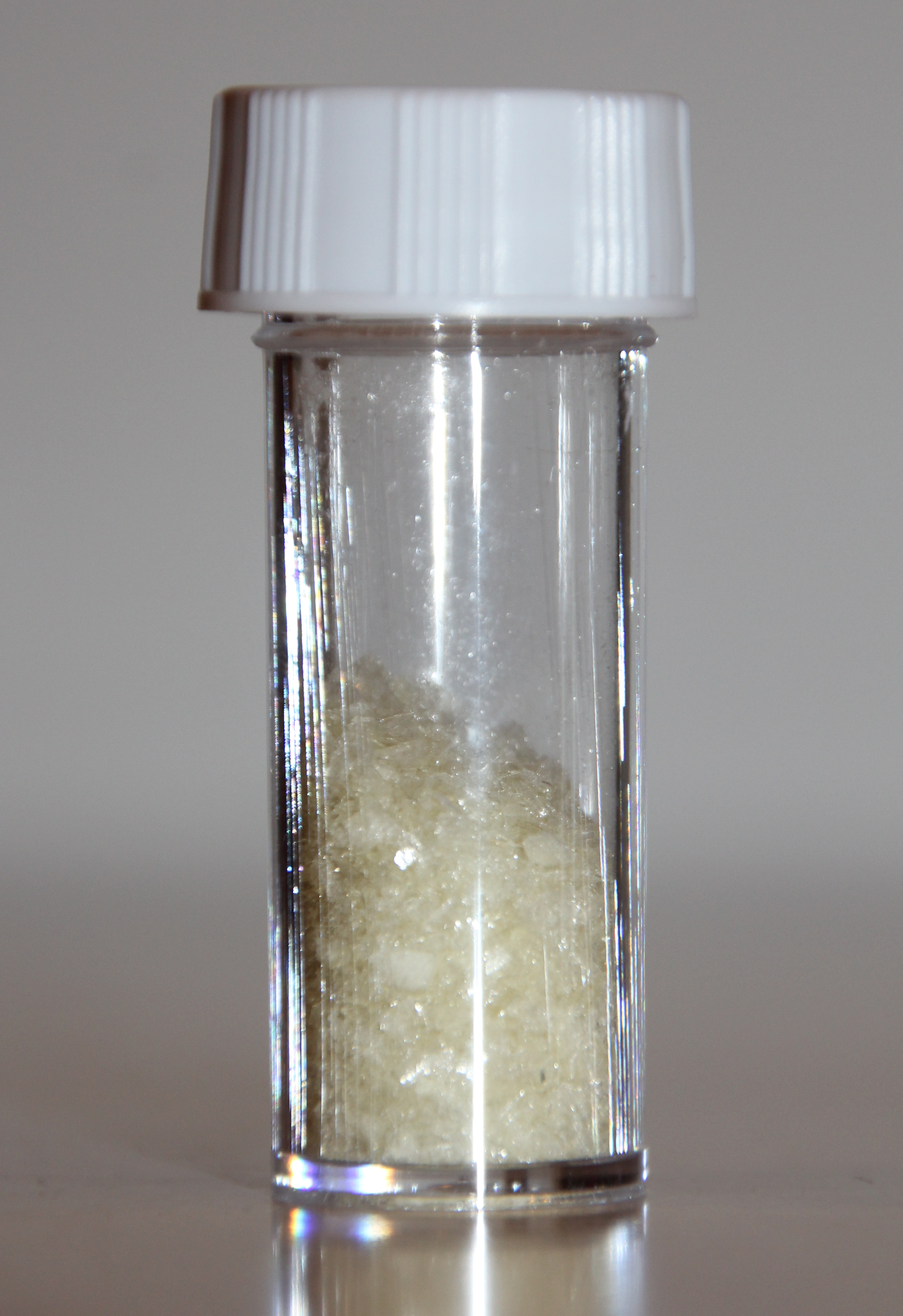
Lyofiliserat bovinserumalbumin

Smeknamnet "Fraktion V" hänvisar till att albumin är den femte fraktionen av den ursprungliga Edwin Cohn-reningsmetodologin som använde differentiella löslighetsegenskaper hos plasmaproteiner. Genom att manipulera lösningsmedelskoncentrationer, pH, saltnivåer och temperatur kunde Cohn dra ut successiva "fraktioner" av blodplasma. Processen kommersialiserades först med humant albumin för medicinskt bruk och användes senare för produktion av BSA.

## Egenskaper
BSA-prekursorpolypeptiden i full längd är 607 aminosyror (AA) lång. N-terminal med 18 rester skärs av från prekursorproteinet vid utsöndring, varför den initiala proteinprodukten innehåller 589 aminosyrarester. Ytterligare sex aminosyror klyvs för att ge det mogna BSA-proteinet som innehåller 583 aminosyror.
BSA har tre homologa men strukturellt olika domäner. Domänerna, benämnda I, II och III, är uppdelade i två underdomäner, A och B.
| Peptid                 | Position | Längd (AAs) | MW Da  |
| ---------------------- | -------- | ----------- | ------ |
| Prekursor I full längd | 1 – 607  | 607         | 69,324 |
| Signalpeptid           | 1 – 18   | 18          | 2,107  |
| Propeptid              | 19 – 24  | 6           | 478    |
| Moget protein          | 25 – 607 | 583         | 66,463 |

Fysiska egenskaper hos BSA:
- Antal aminosyrarester: 583
- Molekylvikt: 66,463 Da (= 66.5 kDa)
- isoelektrisk punkt i vatten vid 25 °C: 4,7[2]
- Extinktionskoefficient på 43,824 M−1cm−1 vid 279 nm[3]
- Dimension: 140 × 40 × 40 Å (prolat ellipsoid där a = b < c)[4]
- pH of 1-procentig lösning: 5,2-7 [5][6]
- Optisk rotation: [α]259: -61°; [α]264: -63°[5][6]
- Stokes radie (rs): 3,48 nm[7]
- Sedimentationskonstant, S20,W × 1013: 4.5 (monomer), 6,7 (dimer)[5][6]
- Diffusionskonstant, D20,W × 10−7 cm2/s: 5.9[5][6]
- Partiell specifik volym, V20: 0,733[5][6]
- Gränsviskositet, η: 0,0413[5][6]
- Friktionsförhållande, f/f0: 1,30[5][6]
- Ökning av brytningsindex (578 nm) × 10−3: 1.90[5][6]
- Optiska absorbaner, A279 nm1 g/L: 0,667[5][6]
- ε280 = 43,824 mM−1 cm−1 [8]
- Genomsnittlig restrotation, [m']233: 8443[5][6]
- Genomsnittlig restellipticitet: 21,1 [θ]209 nm; 20,1 [θ]222 nm[5][6]
- Uppskattad α-helix, procent: 54[5][6]
- Uppskattad b-form, procent: 18[5][6]

## Funktion
BSA, liksom andra serumalbuminer, är avgörande för att ge Onkotiskt tryck i kapillärerna, transportera fettsyror, bilirubin, mineraler och hormoner, och fungera som både en antikoagulant och en antioxidant. Det finns ungefär 6 olika långkedjiga fettsyrabindningsställen på proteinet, varav de tre starkaste är belägna en per varje domän. BSA kan också binda andra ämnen som salicylat, sulfonamider, bilirubin och andra läkemedel, som binder till "plats 1" i subdomän IIA, medan tryptofan, tyroxin, oktanoat och andra läkemedel som är aromatiska till sin natur binder till "plats 2" i subdomän IIIA.

## Användning
BSA används ofta som modell för andra serumalbuminproteiner, speciellt humant serumalbumin, till vilket det är 76 procent strukturellt homologt.
BSA har många biokemiska tillämpningar inklusive ELISA (Enzymbunden immunosorbentanalys), immunblottar och immunhistokemi. Eftersom BSA är ett litet, stabilt, måttligt icke-reaktivt protein, används det ofta som en blockerare inom immunhistokemi. Under immunhistokemi, som är den process som använder antikroppar för att identifiera antigener i celler, inkuberas vävnadssnitt ofta med BSA-blockerare för att binda ospecifika bindningsställen. Denna bindning av BSA till ospecifika bindningsställen ökar chansen att antikropparna endast kommer att binda till antigenerna av intresse. BSA-blockeraren förbättrar känsligheten genom att minska bakgrundsljudet eftersom platserna är täckta med det måttligt icke-reaktiva proteinet. Under denna process är minimering av ospecifik bindning av antikroppar väsentlig för att få det högsta signal/brusförhållandet. BSA används också som ett näringsämne i cell- och mikrobkulturer. Vid restriktionsdigerering används BSA för att stabilisera vissa enzymer under nedbrytningen av DNA och för att förhindra vidhäftning av enzymet till reaktionsrör, pipettspetsar och andra kärl. Detta protein påverkar inte andra enzymer som inte behöver det för stabilisering. BSA används också ofta för att bestämma mängden andra proteiner genom att jämföra en okänd mängd protein med kända mängder BSA. BSA används på grund av dess förmåga att öka signalen i analyser, dess brist på effekt i många biokemiska reaktioner och dess låga kostnad, eftersom stora mängder av det lätt kan renas från nötkreatursblod, en biprodukt från nötkreatursindustrin. En annan användning för BSA är att den kan användas för att tillfälligt isolera ämnen som blockerar aktiviteten hos enzymet som behövs och på så sätt hindra polymeraskedjereaktion (PCR). BSA har använts i stor utsträckning som en mall för att syntetisera nanostrukturer.
BSA är också huvudbeståndsdelen i fetalt bovint serum, ett vanligt cellodlingsmedium.